# Vibecession
Vibecession ist ein Neologismus, der sich auf die Diskrepanz zwischen der Wirtschaftslage eines Landes und der negativen, meist pessimistischen Wahrnehmung der Öffentlichkeit bezieht. Der Begriff wurde von Kyla Scanlon in einem Newsletter und einem Kommentar in der New York Times im Juni 2022 über die Sicht der Amerikaner auf ihre Wirtschaft geprägt. Es ist ein Kofferwort aus den Begriffen Vibes (englisch Vibes ‚Stimmung‘) und Rezession.

## Begrifflichkeit und zeitlicher Verlauf
Ausgangspunkt waren Erhebungen über die wirtschaftliche Lage in den Vereinigten Staaten. Demnach teilte eine Mehrheit die Ansicht, dass die USA Anfang 2022 in eine Phase der Rezession eingetreten seien, die das ganze Jahr 2023 andauern und vermutlich im Januar 2024 beendet sein werde.
Überwiegend schätzen die Amerikaner die wirtschaftliche Situation pessimistisch ein; teils gingen sie von einer Rezession aus. Die Wirtschaftsdaten hingegen wiesen einen Rückgang der Inflation und ein Anstieg des Bruttoinlandsprodukts aus. Ursache für die grundlegend negative Einschätzung der wirtschaftlichen Situation im Land waren die hohen Kosten für Energie und Wohnen sowie der Anstieg der Zinsen als Folge der Leitzinserhöhungen durch die Federal Reserve. Dieser Pessimismus in Bezug auf die Gesamtwirtschaft stand in starkem Kontrast zur Wahrnehmung der eigenen finanziellen Situation durch die Amerikaner, die sie überwiegend positiv beurteilten.
Für das Phänomen gibt es verschiedene Ursachen. Zum einen werden die Medien verantwortlich gemacht, die häufiger negative Nachrichten verbreiten. Dazu gehören unter anderem Prognosen einiger Wirtschaftswissenschaftler, die für 2023 eine Rezession vorhersagten, die aber nicht eintrat. Auch der Öffentlichkeit wird eine negative Wahrnehmungsverzerrung zugeschrieben, da Menschen dazu tendieren, negative Nachrichten zu konsumieren. Ebenfalls wird eine Ursache darin gesehen, dass ein Großteil der amerikanischen Bevölkerung keine historische Erfahrung mit der Inflation gemacht hat, und es daher eine Zeit dauere, bis eine Gewöhnung an volatile Preise eintrete.
Die Angleichung zwischen der Konsumentenstimmung und den Wirtschaftsdaten fand ab Ende 2022 statt. Dazu führten unter anderem hohe Kurswerte bei Aktien ebenso wie Lohnsteigerungen und eine niedrige Arbeitslosenquote.
Es wird angenommen, dass diese Wahrnehmung eine der Hauptursachen für den Rückgang der Zustimmungswerte von Präsident Joe Biden zu dieser Zeit war.
Auch in weiteren Ländern, darunter Deutschland, teilten Befragten negative Einschätzungen zur gesamtwirtschaftlichen Lage. Zwei von drei Deutschen stimmten der Aussage zu, dass die Inflation sie finanziell belaste. Ebenfalls blickten insbesondere in Europa die Menschen pessimistisch in die Zukunft.